# 일감호
일감호(一鑑湖)는 서울특별시 광진구 화양동 건국대학교 부지 내에 위치한 인공 호수이다. 
수심은 평균 2미터이며, 호수 내에는 와우도라는 무인 인공섬이 있다. 호수 안에는 자라, 배스, 붕어 등 다양한 생물들이 서식하고 있고, 왜가리 등이 호수 주변에서 종종 발견되기도 한다. 
과거에는 일감호가 얼었을 때 야외 빙상대회가 자주 열렸으며, 언 호수 위에서 스케이트를 타는 사람들이 많았다.